# San Juan de Plan
San Juan de Plan (en aragonés chistabino Sant Chuan de Plan) es un municipio oscense (España), actual cabecera del Valle de Gistaín en la comarca altoaragonesa de Sobrarbe. Su población es de 152 habitantes (2018) en una superficie de 55,53 km² y una densidad de 2,76 hab/km².
Parte de su término municipal está ocupado por el parque natural Posets-Maladeta y el monumento natural de los Glaciares Pirenaicos.
Se conserva con mucha vitalidad el aragonés chistabín, siendo uno de los pocos pueblos de Aragón donde gracias al tesón de sus habitantes, todavía se sigue transmitiendo la lengua aragonesa de padres a hijos, además de enseñarse en la escuela como asignatura.

## Localidades limítrofes
Su término municipal limita al norte y oeste con el término de Gistaín, con Plan al sur y suroeste, con Villanova al sureste, al este con Sahún y Benasque, estos tres últimos municipios con sus cabeceras en el vecino Valle de Benasque.

## La localidad
San Juan es una localidad del Valle de Gistaín situado a 1120 m sobre el nivel del mar, construido enteramente en los bancales que se sitúan por encima de la villa de Plan, a menos de un kilómetro de dicha localidad, junto a la ribera del Cinqueta. Se documentó su existencia por primera vez en el año 1020. Había tenido importancia minera histórica y además es lugar de tradiciones numerosas y bien conservadas.
El núcleo de San Juan es una población que araña la montaña pues se encuentra enteramente en una pendiente descendente desde los bancales más elevados donde también se encuentra la villa de Gistaín hasta el río. Todas las calles de la localidad se encuentran en pendiente, y la naturaleza se ha tenido que adaptar al entorno, ya que todas las casas tienen entrada por más de una planta, al ser frecuente que sus laterales accedan a calles a distinta altura.
Una historia típica de la localidad narra los orígenes de la población y los atribuye a la necesidad que tuvieron los habitantes de otro pueblo que se encontraba en la montaña (llamado Ligüés) de abandonarlo e instalarse en este lugar, puesto que una invasión de serpientes mágicas (llamadas lacuercos) les imposibilitaba la vida en su aldea de procedencia. Ligüés o sus ruinas nunca se han encontrado, y se supone que su existencia fue también imaginaria, o bien una deformación de la palabra "lacuers" (vocalizada /lacués/) pues esa era la pronunciación del término lacuercos antes de la paulatina castellanización del aragonés local.
La iglesia de San Juan, consagrada al mismo santo que la localidad (San Juan Bautista), es románica y se encuentra bien conservada, aunque como tantas iglesias del Alto Aragón, se reformó en el siglo XVI y perdió algunos de los rasgos típicos de sus orígenes. La iglesia, hecha en la parte baja del núcleo junto al río, tiene el cementerio enfrente, trazando lo que nos podría recordar a una era de trilla, es pintoresco y siempre se encuentra decorado con nuevas flores para el día de Todos los Santos.
El Puente de los pecadores (Puen Pecadós) es un puente que cruza sobre el río Cinqueta a 50 metros sobre su cauce, y escasos metros aguas arriba del pueblo de San Juan. Por él pasa una pista hacia los bancales de la vertiente llamada Don dela Par, junto al barranco del Sen que desciende por el enclave conocido como Engrota desde el ibón del Sen.
San Juan es, junto con Plan, el pueblo que tenía derecho natural sobre el empleo de los campos en la ribera del Cinqueta, en las fincas de La Cuesta y todo el conjunto de fincas que atraviesa el barranco de Simierre, siendo precisamente por delante de su caserío donde el valle de Gistaín se hace más ancho. Existe una pista que hace la subida hasta las Bordas de San Mamés (anejas a una ermita donde se efectúan diversas celebraciones anuales) desde el lado noroeste del núcleo.

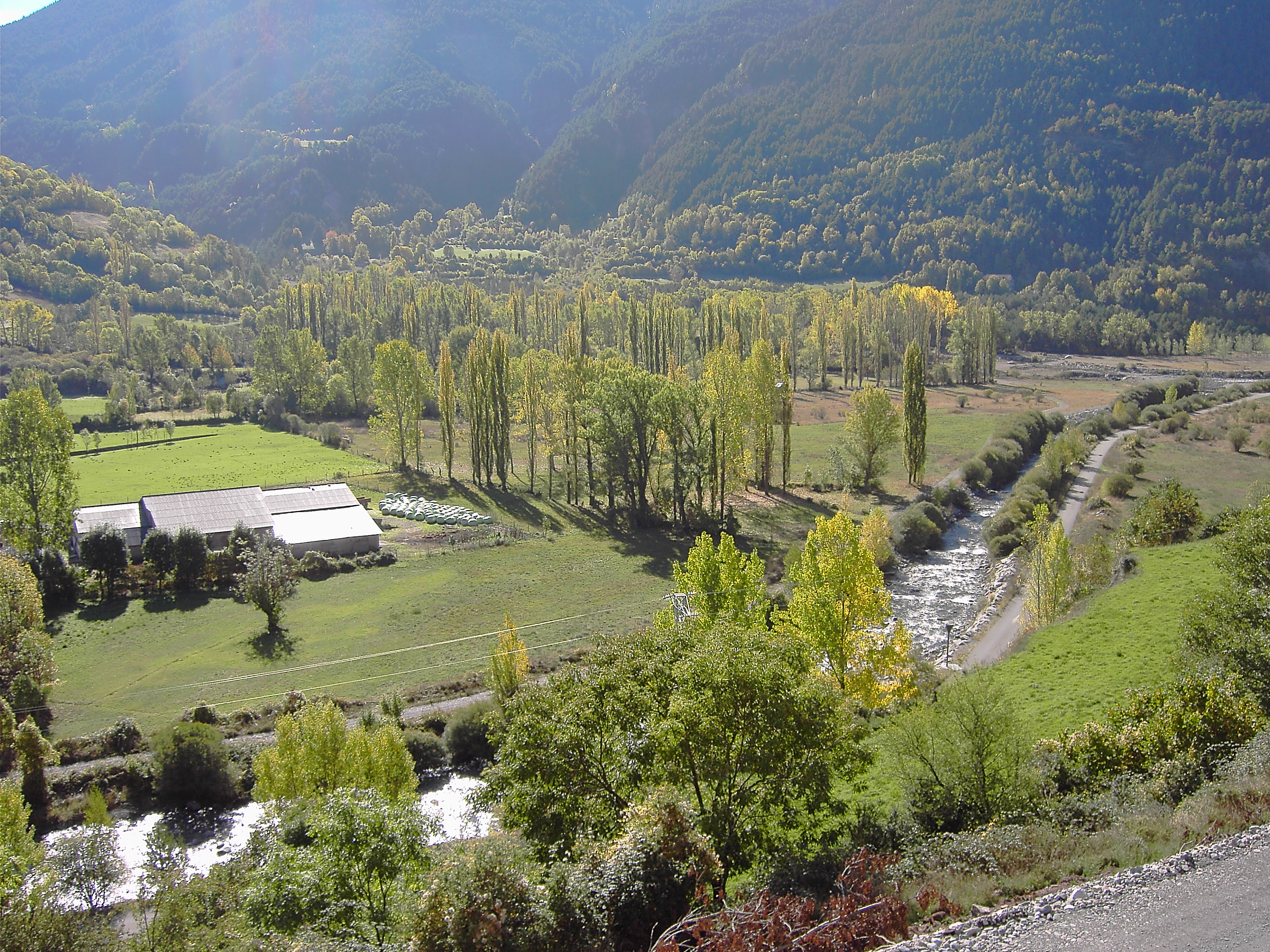
Cinqueta y Valle de Gistaín por delante de San Juan. En el fondo se aprecia el claro donde se ubican la ermita y bordas de San Mamés.

## Demografía
San Juan de Plan cuenta con una población de 151 habitantes (INE 2024).
| Gráfica de evolución demográfica de San Juan de Plan entre 1842 y 2021                                              |
| |
| Población de derecho según los censos de población del INE Población de hecho según los censos de población del INE |

## Administración y política
| Período   | Alcalde                    | Partido |  |
| --------- | -------------------------- | ------- |  |
| 1979-1983 | Joaquín de Mur Gabás       | Ind.    |  |
| 1983-1987 |                            |         |  |
| 1987-1991 |                            |         |  |
| 1991-1995 |                            |         |  |
| 1995-1999 |                            |         |  |
| 1999-2003 |                            |         |  |
| 2003-2007 |                            |         |  |
| 2007-2011 |                            |         |  |
| 2011-2015 | Natividad Puértolas Porta  | PAR     |  |
| 2015-2019 | María Isabel Guillén Tapia | Ind.    |  |
| 2019-2023 | Roberto Serrano Lacarra    | CHA     |  |

| Partido político    | Partido político                                   | 2003   | 2007   | 2011   | 2015   | 2019   |
| Partido político    | Partido político                                   | Ediles | Ediles | Ediles | Ediles | Ediles |
|                     | Independientes                                     | —      | —      | —      | 4      | —      |
|                     | Partido de los Socialistas de Aragón (PSOE-Aragón) | 1      | 3      | 2      | 1      | 3      |
|                     | Partido Popular de Aragón (PP)                     | —      | 1      | 1      | —      | —      |
|                     | Chunta Aragonesista (CHA)                          | —      | —      | 2      | —      | —      |
|                     | Partido Aragonés (PAR)                             | 4      | 1      | 2      | —      | —      |
| Total de concejales | Total de concejales                                | 5      | 5      | 5      | 5      | 5      |

## Fiestas
Entre otras celebraciones festivas destaca el carnaval, la Falleta y los trucos de san antón.